# Commission nationale du débat public
Pour les articles homonymes, voir CNDP.
La Commission nationale du débat public (CNDP) est une autorité publique française qui veille au respect du droit à la participation du public dans l’élaboration des projets et des politiques publiques ayant un impact sur l’environnement. Elle a été créée en 1995 par la loi Barnier relative au renforcement de la protection de l'environnement. Avec la loi relative à la démocratie de proximité de 2002, la CNDP devient une autorité administrative indépendante. 
Depuis le développement du droit à la participation du public aux décisions qui ont un impact sur l’environnement (Convention d'Aarhus, Charte de l'environnement), la loi française a instauré un certain nombre de procédures permettant à toute personne d'exercer ce droit. La CNDP a pour mission de garantir le respect de ces procédures participatives et parfois de les organiser elle-même.
Pour cela, premièrement, elle s'assure que toute l'information relative à un projet est complète, accessible et transparente pour le public ; deuxièmement, elle organise la mobilisation des personnes concernées, la délibération et le recueil des différents points de vue ; et, troisièmement, elle garantit la prise en compte de ces points de vue dans la décision (les décideurs peuvent choisir de ne pas donner suite aux observations et propositions du public mais ils doivent le justifier, c'est la "reddition des comptes"). La CNDP contribue depuis 25 ans à diffuser la culture de la participation en France.
La CNDP se compose d'un président, de deux vice-présidents et de 22 commissaires provenant d’horizons différents (parlementaires, élus locaux, membres du Conseil d’État, de la Cour de cassation, de la Cour des comptes, associations, patronat, syndicats…) qui assurent son indépendance, notamment vis-à-vis des administrations et des maîtres d’ouvrages.

## Participation du public
En France, le principe de participation du public a été instauré par la loi du 2 février 1995 relative à la protection de l'environnement, dite « loi Barnier », et élargi grâce aux changements apportés par la loi relative à la démocratie de proximité (27 février 2002).
La loi prévoit deux principales procédures pour les projets dont elle est saisie : le débat public (organisé par la CNDP) ou la concertation (organisé par le porteur de projet mais sous l'égide de la CNDP). Dans les deux cas, la CNDP détermine les modalités de participation du public. Quand le projet se situe au-dessus d’un certain seuil, fixé par décret en Conseil d’État, la saisine est obligatoire pour le maître d’ouvrage ou la personne publique responsable. Pour les projets en dessous du seuil, mais qui sont supérieurs à des seuils planchers, la saisine est facultative mais la publication est obligatoire, et le maître d'ouvrage doit préciser les modalités de concertation qu'il envisage.
Le Gouvernement peut également saisir la CNDP en vue de l’organisation d’un débat public portant sur l'élaboration d'une politique publique. Depuis 2002, trois débats publics sur des options générales ont été organisés par la CNDP. Ils concernaient la gestion des déchets radioactifs, la politique de transports dans la vallée du Rhône et les nanotechnologies. Pour autant, la majorité des débats portent sur un projet bien défini : équipement routier, ferroviaire, culturel, industriel… Depuis 2016, ils portent également sur les plans ou programmes qui ont un impact sur l'environnement (Programmation pluriannuelle de l'énergie, politique agricole commune, etc.)
La CNDP a également vocation à conseiller les autorités compétentes et les maîtres d’ouvrage, à leur demande, sur toute question relative à la concertation avec le public tout au long de l’élaboration d’un projet.

### Modalités d’organisation
La CNDP décide dans un délai de deux mois après la saisine des suites à donner : 
- soit elle organise elle-même un débat public et met en place une commission particulière du débat public (CPDP) ;
- soit elle décide d'une concertation et en confie l’organisation au maître d'ouvrage sous l'égide d'un garant ;
- soit elle rejette la saisine.

#### Débat public
Lorsque la CNDP a décidé d’organiser elle-même un débat public, elle nomme une commission particulière du débat public (CPDP). Elle en désigne son président et ses membres chargés de la préparation, de l’animation et de la restitution du débat. Cette procédure permet aux citoyens de s'informer et d'exprimer leur avis sur l'intérêt et les conséquences de ces projets. Dans ce cas :
- le débat public porte sur l'opportunité, les objectifs et les caractéristiques principales du projet ;
- il porte aussi sur les modalités d'information et de participation du public après le débat ;
- la participation du public est assurée durant « toute la phase d'élaboration d'un projet, depuis l'engagement des études préliminaires jusqu'à la clôture de l'enquête publique réalisée en application des dispositions du chapitre III du titre II du livre Ier du présent code ou du chapitre Ier du titre Ier du code de l'expropriation pour cause d'utilité publique[5] ».

Le maître d'ouvrage dispose d'un délai de six mois pour établir le dossier du débat et pour proposer les modalités d'organisation. Le débat se déroule pendant quatre mois. Cette durée peut être allongée de deux mois en cas d'expertise complémentaire demandée au début du débat.
À l'issue du débat, la commission particulière du débat public (CPDP) en rédige le compte rendu, et le Président de la CNDP en rédige le bilan. Le maître d'ouvrage prend une décision motivée, indiquant le principe et les conditions de la poursuite du projet. Après le débat et jusqu'à l'enquête publique, la CNDP s'assure du respect des bonnes conditions d'information et de participation du public.

#### Concertation post-débat public
Après le débat public, le maître d’ouvrage ou la personne publique responsable du projet informe la CNDP de sa décision et des modalités d’information et de participation mises en œuvre jusqu’à l’enquête publique. La CNDP peut émettre des avis et recommandations sur ces modalités et peut, à la demande du maître d’ouvrage ou de la personne publique responsable, désigner un garant chargé de veiller à leur mise en œuvre.

#### Concertation recommandée
Dans le cas où la CNDP estime qu’un débat public n’est pas nécessaire, elle peut demander au maître d’ouvrage ou à la personne publique responsable d’organiser une concertation dont elle définit les modalités. Elle est alors menée sous l’égide d’un garant nommé par la CNDP.

#### Présidents
La Commission nationale a été d’abord présidée successivement par deux conseillers d’État :
- 1997-2000 : Hubert Blanc, conseiller d'État ;
- 2000-2002 : Pierre Zémor, conseiller d'État ;
- 2002-2007 : Yves Mansillon, ancien préfet ;
- 2007-2012 : Philippe Deslandes, ancien préfet ;
- 2013-2018 : Christian Leyrit, ancien préfet ;
- 2018-2023 : Chantal Jouanno, haut fonctionnaire ;
- depuis 2023 : Marc Papinutti, haut fonctionnaire.

## Le débat public depuis 2002

### Difficultés
Une première difficulté est liée à l'acculturation des administrations et du public dans un pays qui n'était pas habitué à la consultation directe du public, ce qui produit parfois des débats qui suscitent plus d'émotion que de propositions constructives, ou qui ne sont que des chambres passives d'enregistrements d'avis, entretenant une inertie, sans réflexivité, là où le débat aurait pu produire de la co-construction et de l'évaluation partagée. Selon certains chercheurs, un débat public organisé par la CNDP, s'il est bien conduit, a cependant une vertu intrinsèque d'apprentissage - voir notamment les réflexions de Louis Simard et Jean-Michel Fourniau. 
Le rôle parfois ambigu des administrations et des lobbies, la légitimation des experts, ou encore des riverains, volontiers discrédités par référence au syndrome de « Nimby » (Not in my backyard), et la pertinence du choix des critères du débat public sont questionnés, par exemple par Romain Rollant et Xavier Godard.

### Résultats
Cela étant le débat public est utile. Depuis 2002, plus de 130 projets ont fait l'objet d'une concertation ou d'un débat, organisés par la CNDP. Nombreux sont les projets qui ont été modifiés, près d’une dizaine ont même été abandonnés. Ce fut le cas par exemple, en 2007, pour les projets de grand contournement autoroutier de Toulouse et de terminal méthanier sur la commune de Verdon-sur-Mer. Certains projets ont aussi été significativement remaniés. Retenons en particulier les projets Arc Express et Réseau de transport public du Grand Paris. Précisés et adaptés pendant les débats publics de 2010, ils ont fusionné en un seul projet, le Grand Paris Express. 
Il est un domaine où le débat public et la concertation se sont imposés : les projets ferroviaires. Ils en sont désormais partie intégrante, leur utilité est reconnue et intégrée au processus décisionnel.

### Limites liées aux critères de débat public
En France, les dossiers devant légalement faire l'objet d’une saisine de la CNDP sont retenus sur des critères quantitatifs plus que qualitatifs. Seuls les projets importants (en matière de coûts ou d'importance matérielle des travaux) tels que des infrastructures de transport (routes express, autoroutes, lignes de chemin de fer, ports et aéroports), des lignes de transport d'électricité à haute tension, des aménagements hydrauliques, des installations industrielles, notamment centrales nucléaires, usines de traitement de déchets, etc. sont soumis à débat. Or, d'un point de vue écosystémique, de petits travaux concernant des zones critiques peuvent aussi engendrer des impacts environnementaux importants et étendus.
Ainsi, dans le domaine des infrastructures, la saisine de la CNDP par le maître d'ouvrage et la publication des caractéristiques du projet dans la presse nationale et locale sont obligatoires pour les aménagements de types création d'autoroutes, de routes express ou de routes à 2 × 2 voies à chaussées séparées, ou élargissement d'une route existante à 2 ou 3 voies pour en faire une route à 2 × 2 voies ou plus à chaussées séparées.

## Historique du principe de participation

### Reconnaissance du principe de participation et création de la Commission nationale du débat public
- France - 10 juillet 1976 - La loi no 76-629 relative à la protection de la nature crée l’étude d'impact, ce qui permet au public de prendre connaissance des conséquences environnementales de l’ouvrage prévu.
- France - 12 juillet 1983 – Loi Bouchardeau no 83-630 relative à la démocratisation des enquêtes publiques et à la protection de l’environnement, qui réforme l’enquête publique dont l’objet est d’informer le public et de recueillir ses appréciations, ses suggestions et ses contre-propositions.
- Europe - Juin 1985 - Directive 85/337/CEE relative à l’évaluation des incidences de certains projets publics et privés sur l’environnement (révisée par la directive 97/11/CE de mars 1997).
- Europe - 7 juin 1990 - Directive 90/313/CEE concernant la liberté d’accès à l’information en matière d’environnement qui applique la convention d'Aarhus, et doit être déclinée par tous les états-membres.
- Monde - Juin 1992 - Déclaration de Rio sur l’environnement et le développement durable, adoptée en juin 1992. Le principe 10 dispose que « la meilleure façon de traiter les questions d’environnement est d’assurer la participation de tous les citoyens ».
- France - 15 décembre 1992 - Circulaire Bianco relative à la conduite des grands projets nationaux d’infrastructures, prévoit une procédure de concertation sur l’opportunité des grands projets d’infrastructures dès la conception des projets.
- France - 14 janvier 1993 - Circulaire Billardon relative aux lignes à haute tension: première application concrète de la circulaire Bianco.
- France - Décembre 1993 - Rapport sur l’évaluation de la mise en œuvre de loi Bouchardeau du 12 juillet 1983 remis au ministre de l’Environnement Michel Barnier, insistant sur le caractère trop tardif de l’enquête publique et sur la nécessité de mettre en place une instance permanente et indépendante tant de l’administration que du maître d’ouvrage, garante de la participation du public.
- Fin 1992 et début 1993, le conseil régional du Nord-Pas-de-Calais entame une démarche de démocratie participative avec une volonté d'intégrer transversalement le développement durable à son « plan régional » et à son contrat de plan État-Région. L'institution interroge le Conseil économique et social régional (CESR), et invite les acteurs de la société civile à « douze débats publics et contradictoires », délocalisés dans différentes villes de la région. Les thèmes de ces débats correspondent à ceux traités par les commissions d'élus de l'institution. Chaque débat est préparé durant plusieurs mois, avec des représentants de la société civile qui sont invités à faire des propositions. Ces débats sont préparés durant six mois avec des groupes de travail représentant la société civile, dont les propositions sont présentées et discutées dans un débat final thématique. Ces propositions ont servi à construire les plans régionaux et contrats de plan, ainsi qu'à hiérarchiser certains enjeux et priorités[7].
- France - 2 février 1995 La « loi Barnier » relative à la protection de l'environnement pose le principe de participation du public ainsi « un débat public peut être organisé sur les objectifs et les caractéristiques principales des projets pendant la phase de leur élaboration ». Pour en garantir son organisation et la qualité de sa mise en œuvre une instance est mise en place : la Commission nationale du débat public, dont le secrétariat est assuré par le ministère chargé de l'environnement.

### Élargissement du principe de participation
- Monde - 25 juin 1998 - Convention d'Aarhus, sur l’accès à l’information, la participation du public au processus décisionnel et l’accès à la justice en matière d’environnement, signée par 39 États, membres du Conseil économique et social des Nations unies et la Communauté européenne.
- France - 25 novembre 1999 - Adoption par le Conseil d'État du rapport du groupe d’étude présidée par Nicole Questiaux. Il redéfinit la place de l'utilité publique et l'appréciation de l'intérêt général, notamment en y associant les collectivités territoriales, en préconisant information et concertation avec le public non seulement en amont mais tout au long du processus de décision et en proposant de transformer la CNDP en une instance indépendante, garante du bon déroulement du débat public.
- France - 27 février 2002, la loi relative à la démocratie de proximité, conformément aux dispositions de la convention d'Aarhus, intègre un nouveau chapitre intitulé « Participation du public à l’élaboration des projets d’aménagement ou d’équipement ayant une incidence importante sur l’environnement ou l’aménagement du territoire ».
- France - En 2007, le Grenelle de l'environnement instaure un grand débat national, qui mobilise des milliers d'acteurs, sur la base d'un travail réalisé par des personnalités réunies par le Ministère de l'Écologie, produisant plus de 1000 propositions.
- France - En 2010, la loi portant engagement national pour l'environnement dite loi Grenelle II modifie le fonctionnement de la Commission nationale du débat public[8].
- France - loi no 2012-1460 du 27 décembre 2012 prévoit, à titre expérimental, dans le cadre des consultations organisées sur certains projets de décrets et d’arrêtés ministériels en application de l'article L.120-1 du code de l'environnement, d'une part, d'ouvrir au public la possibilité de consulter les observations présentées sur le projet de texte au fur et à mesure de leur dépôt, et, d'autre part, de confier à une personnalité qualifiée, désignée par la CNDP, la rédaction de la synthèse des réactions du public.
- France - 27 décembre 2013, décret d'expérimentation en matière de participation du public.

### Restriction du principe de participation
Le 4 décembre 2024, le gouvernement Michel Barnier dépose un projet de décret visant à exclure les gros projets industriels du champ de compétence de la CNDP, afin de réduire les délais de réalisation. La saisine préalable de la CNDP est obligatoire pour ceux dont le coût est supérieur à 600 millions d’euros. Le décret précise qu'en l'absence de débat public, ces projets « pourront faire l’objet d’une concertation préalable (sous l’égide d'un garant nommé par la CNDP) à l’initiative du porteur de projet, à la demande de l'autorité publique autorisant le projet ou dans le cadre du droit d’initiative (article L. 121-17 du code de l’environnement) ». Le président de la CNDP, Marc Papinutti, estime que « la suppression annoncée marquerait un recul des droits dont jouissent les citoyennes et les citoyens en matière d’environnement, et une atteinte au principe de non-régression du droit de l’environnement », tandis que sa vice-présidente, Ilaria Casillo relève que « concrètement, cela ne signifie pas seulement que la population n’aura plus son mot à dire sur ces projets, mais aussi qu’elle ne sera même pas informée de leur existence, de leur impact, de leur coût »,.

## Prospective et perspectives
En 2015, après les controverses et problèmes de gouvernance et légitimité de projets affectant l'environnement tels que celui du barrage de Sivens ou du Projet d'aéroport du Grand Ouest, la CNDP a estimé que s'il est utile de simplifier certaines procédures de consultation, il faut aussi « se garder des propositions de certains qui considèrent que pour simplifier les procédures et réduire les délais, il suffirait de réduire le débat public et la consultation directe des citoyens : c’est exactement le contraire de ce qu’il faut faire ». 
Après un colloque intitulé « Le citoyen et la décision publique, enjeux de légitimité et d’efficacité »  préparé par des enquêtes TNS Sofres qui ont montré que la plupart de ces propositions obtenaient plus de 90 % d’avis favorables des Français, la CNDP a débattu et adopté ces propositions, la CNDP a publié en mars 2015 plusieurs de ces propositions, visant toutes à renforcer le débat public, la participation des citoyens et le dialogue environnemental. Elle préconise en particulier de :
- « permettre à 10 parlementaires, 10 000 citoyens ou une association de protection de l'environnement de la saisir et de lui permettre de s'autosaisir "que le projet soit d’intérêt national ou pas ».
- de permettre aux assemblées législatives et/ou à 500 000 citoyens de demander  un débat public sur des plans, programmes ou options générales (mesure prévu par la loi Grenelle, mais en attente d'un décret). Les grands schémas (transport, aménagement du territoire) et les  opérations d’intérêt national doivent être débattus avec tous les citoyens ;
- faire des débats publics pour les projets d'aménagement et d’équipement (cohérence des dessertes...) plutôt que de continuer à préparer les débats en projets d’une part, et transports d’autre part ;
- garantir un continuum de participation citoyenne du débat public et de l'enquête d’utilité publique à la fin du projet (en systématisant l’intervention d’un garant ;
- encourager les contre-expertises indépendante de celles des maîtres d’ouvrage et porteurs de projets ;
- encourager les conférences de citoyens (comme dans le projet CIGEO, « La démonstration a été apportée que des citoyens formés de manière pluraliste pouvaient porter un jugement pertinent et circonstancié sur les sujets les plus complexes. Aucun sujet ne doit être réservé aux experts ou aux « sachants » » ;
- développer la cohérence des listes de thèmes soumis au débat public ;
- faire passer le seuil de publication de 150 M€ à 100 M€ et mieux empêcher les maîtres d’ouvrage de ne pas remplir obligations, sous-estimer l'impact ou l'ampleur ou le coût de leurs projets ou de les « saucissonner » afin d'échapper au devoir de mettre en place un débat public ;
- donner à la CNDP une mission de conciliation de projets conflictuels. « La CNDP pourrait être saisie par les différentes parties prenantes des projets ».

Selon la commission, « La légitimité et l’efficacité d’une décision dépendent  autant des conditions de son élaboration que de son contenu intrinsèque. Pour que les citoyens retrouvent la confiance, il faut que les débats sur l’opportunité aient lieu suffisamment tôt, en amont des décisions lorsque les choix ne sont pas faits et que des alternatives sont possibles ». La CNDP suggère une consultation plus directe des citoyens, et surtout garantissant « garantir le continuum de la concertation pendant toute la durée du projet pour maintenir la confiance », ce qui selon elle ne ferait pas perdre du temps, mais au contraire en gagner.
En 2016, une Charte de la participation du public a été élaborée de manière participative. Elle liste les bonnes pratiques en matière de participation du public, rappelant les valeurs et principes qui définissent le socle d’un processus participatif vertueux. L'adhésion à la charte est volontaire, tout comme son application.
En décembre 2018, la commission est chargée d'organiser le grand débat national lancé par Emmanuel Macron pour trouver une solution politique à la crise des Gilets jaunes. Cependant, le grand débat national est finalement organisé sans participation de la commission,. Elle n'est pas non plus associée à la Convention citoyenne pour le climat.
À l'instar de France Nature Environnement, Corinne Lepage demande la tenue d'un débat démocratique sur la relance de l'énergie nucléaire. La Commission nationale du débat public constate que par le passé, dans ce domaine, le public a souvent le « sentiment que les décisions sont déjà prises »,. Sa présidente, Chantal Jouanno, explique que la loi Énergie Climat « exclut explicitement du champ du débat public la programmation pluriannuelle de l'énergie et la stratégie nationale bas carbone », en particulier en matière de relance de l'énergie nucléaire, alors que la convention d'Aarhus et l'article 7 de la charte de l'environnement prévoient la consultation du public. Dans ces conditions, le débat prévu sur les nouveaux réacteurs EPR2 se mue en débat sur la « place du public dans la gouvernance de la politique nucléaire »[source insuffisante]. Pour Dominique Méda, au-delà du clivage entre nucléaire et renouvelable, le débat porte sur le « chemin de la dépendance à toujours plus de consommation » que font prendre les dirigeants : les 60 % d'électricité en plus d'ici 2050, annoncés dans le discours du Président de la république à Belfort, correspondraient au scénario extrême de RTE.